# Genís Canet i Boadella
Genís Canet i Boadella (La Bisbal d'Empordà, 13 d'abril de 1883 - 1963) va ser un músic i compositor, director de La Principal de la Bisbal del 1913 al 1935. Era instrumentista de trombó, violí i fiscorn.
Fill del músic i compositor Josep Canet i Roura, fundador i també director de La Principal de la Bisbal, Genís Canet ingressà amb disset anys a la Cobla-orquestra Montgrins l'any 1900 (pàgina 3 de La Lucha, de 20 de juny de 1900). El mes de desembre de 1904 ingressa a la Cobla-orquestra Nova Armonia, de La Bisbal d'Empordà. Hi va romandre tota la temporada 1905-1906 (pàgina 3 de La Crónica, de 22 de juny de 1905), i entra a formar part de La Principal de La Bisbal com a violí, fiscorn i trombó al iniciar-se la temporada 1906-1907 (pàgina 3 de La Crónica, de 15 de març de 1906). Va dirigir la formació des de la temporada 1913-1914 fins a la temporada 1934-1935, prenent el relleu a Josep Saló i, al seu torn, donant-lo a Conrad Saló. Tot i la coincidència de cognoms, en Josep Saló i Bos i en Conrad Saló i Ramell no eren parents. Amb posterioritat va formar part com a violinista i fiscornaire de la Cobla-orquestra Palamós, de curta vida, perquè debutà pel Carnaval de 1936 i desaparegué el juliol del mateix any. Entre els anys 1942 i 1945 va ser trombonista de la Cobla-orquestra Emporitana, de Verges, i va estar les temporades 1949-1950 i 1950-1951 a la Cobla-orquestra La Principal de L'Escala, on tocava el flabiol i el tamborí a la cobla i el violí a l'orquestra.
Com a compositor, Canet va ser autor de diverses sardanes, com Amorosa, Cançó alegre, Cançoneta, La primera brotada (enregistrada], La pubilleta i Records de Sarrià, i també se li registra una sardana revessa. Igualment, se'n conserva una Fantasia per a violí del 1909, amb acompanyament de piano.
El fons documental dels Canet, pare i fill, es conserva a l'Arxiu Comarcal del Baix Empordà.